# Wielki Meczet w Delhi
Wielki Meczet, także: meczet Piątkowy, (Dżama Masdżid, Jama Masjid, trb Dźama Masdźid, trl hin Jāmā Masjid, Masjid-i Jahan-Namaa (per مسجد جھان نما), Masjid-i-Jahan Numa (urr مسجد جھان نمہ), ang. Friday Mosque) – główny meczet Delhi zbudowany w latach 1654–1658 przez władcę mogolskiego Szahdżahana z dynastii Wielkich Mogołów, budowniczego Tadź Mahal. Jest to największa muzułmańska budowla sakralna w Indiach.

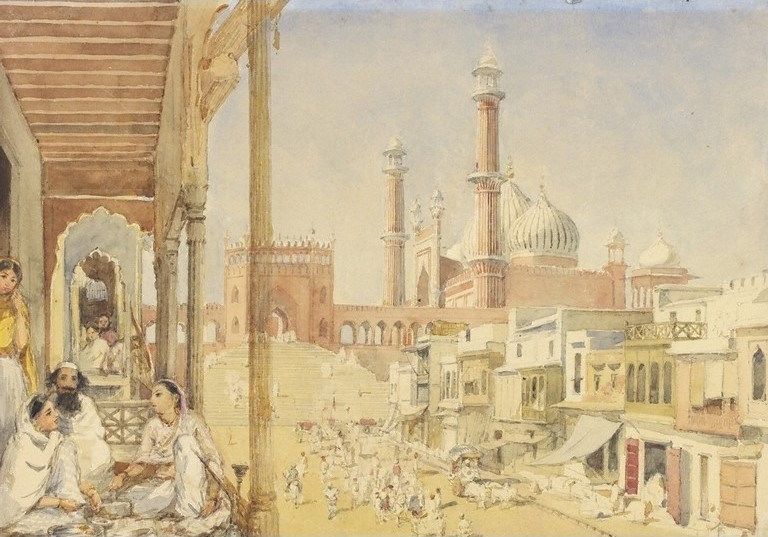
Wielki Meczet w 1852

Nazwa budowli nawiązuje do tradycji budowli sakralnych w islamie. W każdej miejscowości gdzie zamieszkiwała społeczność muzułmańska budowano jeden centralny meczet na tyle duży, aby pomieścić w nim całą gminę w czasie obowiązkowych, piątkowych modlitw. Budowla taka zwana była najczęściej dżami lub al-masdżid al-dżami.
Z myślą o modłach codziennych budowano znacznie mniejsze świątynie (masdżid).
Budowla położona jest na wzgórzu w centrum starego miasta Delhi. Do wnętrza prowadzą 3 bramy. Meczet zbudowany jest z czerwonego piaskowca i białego marmuru. Obszerny dziedziniec meczetu może pomieścić 25 tysięcy osób. Posiada dwa minarety o wysokości 41 metrów. W zbiorach meczetu znajduje się kopia Koranu spisana na jeleniej skórze.

## Zamach terrorystyczny
W trakcie piątkowych modlitw 14 kwietnia 2006 na terenie meczetu dokonano bombowego zamachu terrorystycznego. Rannych zostało 13 osób, w tym jedna ciężko (w modlitwach brało udział ok. 1000 wiernych). Wybuch nie uszkodził samej budowli.